# Jahi Di’Allo Winston
Jahi Di’Allo Winston (* 30. November 2003 in Atlanta) ist ein US-amerikanischer Musicaldarsteller und Nachwuchsschauspieler.

## Leben
Jahi Di’Allo Winston wurde als Sohn von Juakena und Darryl Winston in Atlanta geboren, wo er auch aufwuchs. Er hat noch zwei Geschwister.
Sein Debüt als Bühnendarsteller gab er im November 2014 in der Rolle des jungen Simba im Broadway-Musical Der König der Löwen. Es folgte eine Rolle in der Fernsehserie Feed the Beast an der Seite von Jim Sturgess und David Schwimmer. Nach einer Nebenrolle in Mein Bester & Ich im Jahr 2017 und in Proud Mary und einer Hauptrolle in der Netflix-Serie Everything Sucks! im darauffolgenden Jahr war Winston 2019 in The Dead Don’t Die von Jim Jarmusch in der Rolle von Geronimo  und in Queen & Slim als Junior zu sehen.
In dem Filmdrama Charm City Kings von Angel Manuel Soto, das im Januar 2020 beim Sundance Film Festival seine Premiere feierte, spielte er die Rolle des Mouse. In The Violent Heart von Kerem Sanga erhielt er die Rolle des jungen Protagonisten.

## Filmografie (Auswahl)
- 2016: Feed the Beast (Fernsehserie, 9 Folgen)
- 2017: Mein Bester & Ich (The Upside)
- 2018: Proud Mary
- 2018: Everything Sucks!  (Fernsehserie, 10 Folgen)
- 2019: The Dead Don’t Die
- 2019: Queen & Slim
- 2020: Charm City Kings
- 2020: The Violent Heart
- 2023: We Have a Ghost

## Auszeichnungen
BET Awards
- 2020: Nominierung für den Young Stars Award[4]

NAACP Image Award
- 2021: Nominierung für die Beste Breakthrough Performance (Charm City Kings)[5]

Young Artist Awards
- 2019: Nominierung als Teil des Ensembles in der Kategorie Performance in a Streaming Series or Film (Everything Sucks!)